# Cinnamodendron
Cinnamodendron es un género de plantas de la familia Canellaceae.  Comprende 12 especies descritas y de estas, solo 10 aceptadas.

## Descripción
Se caracterizan por tener 6-10 pétalos. Estambres 6-10. Carpelos 2-4(-6). Hojas elípticas a obovadas. Fruto maduro de hasta 2 cm de largo.

## Taxonomía
El género fue descrito por Stephan Ladislaus Endlicher y publicado en Genera Plantarum 1029. 1840. La especie tipo es: Cinnamodendron axillare (Nees) Endl. ex Walp.	

## Especies aceptadas
A continuación se brinda un listado de las especies del género Cinnamodendron aceptadas hasta octubre de 2013, ordenadas alfabéticamente. Para cada una se indica el nombre binomial seguido del autor, abreviado según las convenciones y usos.
- Cinnamodendron angustifolium Sleumer
- Cinnamodendron axillare (Nees) Endl. ex Walp.
- Cinnamodendron corticosum Miers
- Cinnamodendron cubense Urb.
- Cinnamodendron dinisii Schwacke
- Cinnamodendron ekmanii Sleumer
- Cinnamodendron occhionianum F.Barros & J.Salazar
- Cinnamodendron sampaioanum Occhioni
- Cinnamodendron tenuifolium Uittien
- Cinnamodendron venezuelense Steyerm.